# Mieke Verheyden
Mieke Verheyden (Antwerpen, 31 januari 1937 – Essen, 19 november 2011) was een Vlaamse actrice. Soms werd ze ook Mieke Verheijden en Maria Verheyden genoemd.
Haar bekendste rollen waren die van Jeanne in Wittekerke en Charlotte in Het Park, maar ze schitterde ook in tientallen andere series en films zoals Flikken en Zone Stad.
Verheyden was de zus van acteur Bernard Verheyden en schoonzus van actrice Denise Zimmerman. Ze was getrouwd met acteur Bert André en had één dochter, de Vlaamse actrice Sandrine André.

## Rollen
- De gek op de heuvel (2006)
- Broadcast – Janna (2005)
- Selected Shorts #1 (2005)
- F.C. De Kampioenen – Francine Van Damme (2005)
- Flikken – Alice (2004)
- Romance (2004)
- De Kotmadam – Mevrouw Lemmens (2004)
- Zone Stad – Oudere buurtbewoonster (2004)
- Thuis (Thérèse Lefloo) (2003-2004)
- Sedes & Belli – Dame met hondje (2003)
- Joséphine (2003)
- A Love Story in B-minor (2003)
- Salvation – Marie 65 jaar (2002)
- De Vermeire explosion – Mémé (2001)
- Blinker en het Bagbag-juweel Juffrouw Slick (2000)
- 1. de ei (2000)
- Nacht (1999)
- Kaas – Zuster van Man 1 (1999)
- Blinker (1999) .... Juffrouw Slick
- Left Luggage Grandmother (1998)
- Melt-down (1998)
- Onbekend (1998)
- Cel (korte film) (1997)
- Kongo – Moeder Moeyaert (1997)
- Editie – Jetje De Vijlder-Impens (1995-1996)
- Mollen en kruisen – Jetje van de Operette (1995)
- Gaston Berghmans Show (1995)
- Verhalen voor morgen
- Kats & Co – Mevrouw Albers
- F.D.V. (Fijne dag verder) (1994)
- Beck - De gesloten kamer –  Caissière in bank (1993)
- Stuck Out All Alone (1993)
- Tender Waves Claire (1992)
- De Luchtbrug (1992)
- Bunker –  Irma (1991)
- Ramona – Kruidenierster, mevrouw De Neckere (1991)
- Kracht – Moeder (1990)
- Alfa Papa Tango – Yvonne (1990)
- Het Landhuis – Louise (1989)
- Kapersbrief – Moeder (1989)
- Ti amo (1989)
- Langs de Kade (1989)
- L' Heure Simenon (1988)
- Zoete smaak van goudlikeur – Slijtster (1988)
- Postbus X – Grootmoeder van Anke
- Het Ultieme kerstverhaal Weduwe Wouters (1987)
- Crazy Love (1987) .... Moeder met kind in de bus
- Vluchtafstand (1985)
- Geschiedenis mijner jeugd (1983)
- Transport – Verkoopster (1983)
- TV-Touché (1983)
- Merlina – Vrouw
- Prima service (1982)
- Voor de glimlach van een kind (1982)
- De Kist (1982)
- Het Veenmysterie – Odetje (1982)
- De Boot naar Spanje – Marie (1982)
- De Witte – Seasonworker (1980)
- Een vrouw tussen hond en wolf (1979)
- Sleur – Jenny (1979)
- De Dode (1979)
- Het Testament – Hilde (1978)
- Exit 7 (1978)
- In kluis – Moeder (1978)
- In alle stilte – Mme. Lea (1978)
- Het Ouderlijk huis – Marijke (1977)
- De Herberg in het misverstand – Anna (1976)
- Pallieter (1976)
- Clowns minus I (1976)
- Bruiloft – Zuster van de bruid (1972)
- Het Poppenhuis – Mevrouw Linde (1972)
- Zes personages zoeken een auteur – Maaike (1971)
- Poker – Meisje (1970)
- Het Kleine Mahagonny – Polly (1970)
- De Vier jaargetijden van Pieter Brueghel – Maaike (1969)
- September in de zon (1966)
- Lach een lied – zangeres (1966)
- Jeroom en Benzamien – Margrietje (1966)
- Warm aanbevolen – Eva (1966)
- De gecroonde leersse (1963)
- Tijl Uilenspiegel – An (1961)